# Illsee
Der Illsee ist ein Stausee im Kanton Wallis in der Schweiz und gehört zur Gemeinde Leuk. Er liegt etwa 5 km südöstlich von Sierre auf 2360 m ü. M. und hat eine Fläche von 0,21 km².

## Beschreibung
Nur ein Teil des Wasserzuflusses des Illsees ist natürlich, also Schmelz- und Regenwasser – der grösste Teil wird über Oberems VS aus der Turtmänna in den See gepumpt. Dadurch ist der See ein Teil des Kraftwerks der ehemaligen Illsee Turtmann AG, seit dem Rückfall der Wasserrechte im Jahr 2007 der heutigen Argessa AG.